# Gomphocarpus cancellatus
Gomphocarpus cancellatus är en oleanderväxtart som först beskrevs av Nicolaas Laurens Nicolaus Laurent Burman, och fick sitt nu gällande namn av P.V. Bruyns. Gomphocarpus cancellatus ingår i släktet Gomphocarpus och familjen oleanderväxter. Inga underarter finns listade i Catalogue of Life.